# Índice (revista)
Índice fue una revista literaria editada en Madrid entre 1921 y 1922.

## Descripción
Fue editada y dirigida de facto por el poeta Juan Ramón Jiménez. El primer número de la revista, publicada en Madrid, habría salido en julio de 1921. Cesó a mediados de 1922, con un total de cuatro números a lo largo de su trayectoria, el quinto se quedaría sin publicar.
En sus páginas participaron autores españoles e hispanoamericanos como Alfonso Reyes, José Gil Fortoul, José Bergamín, Antonio Espina, Federico García Lorca, Gabriel García Maroto, Enrique Díez Canedo, María de Gracia Ifach, José Juan Tablada, Genaro Estrada, Ramón Gómez de la Serna, Pedro Henríquez Ureña, Azorín, Juan Chabás, Corpus Barga y Dámaso Alonso, entre otros.